# Trevor Crowe
Pour les articles homonymes, voir Crowe.
Trevor Thornton Crowe (né le 17 novembre 1983 à Portland, Oregon, États-Unis) est un joueur de baseball qui évolue au poste de voltigeur dans la Ligue majeure de baseball pour les Indians de Cleveland de 2009 à 2011, et pour les Astros de Houston en 2013.

## Carrière

### Carrière scolaire et universitaire
Trevor achève ses études de secondaires au Westview High School à Portland en 2002. Il est désigné meilleur joueur de l'Oregon par Baseball America. Drafté par les Athletics d'Oakland, Crowe refuse de signer et commence ses études supérieures à l'Université d'Arizona. Il joue pour les Arizona Wildcats et hérite d'un titre de meilleur joueur de la Conférence Pac-10. Il fait partie de l'équipe universitaire des États-Unis qui remporte la Coupe du monde universitaire en 2004 à Taïwan.

### Carrière professionnelle
Drafté par Cleveland en 2005, Trevor Crowe passe plus de trois années dans les clubs affiliés des Indians en ligues mineures avant d'être appelé au sein de l'effectif actif des Cleveland Indians. Cette décision tombe le 28 mars 2009 à la suite des belles prestations de Crowe lors de l'entraînement de printemps et à la blessure de David Dellucci. Crowe avait été désigné pour jouer avec les Columbus Clippers en Triple-A quelques jours plus tôt.
Trevor fait ses débuts en Ligue majeure le 9 avril face au Rangers du Texas. À cette occasion, il est aligné d'entrée en champ droit. 
Il dispute 205 matchs des Indians de 2009 à 2011, réussissant 3 coups de circuit et affichant une moyenne au bâton de ,245. Hors des majeures en 2012, il revient chez les Astros de Houston pour 60 matchs en 2013.
En 265 matchs joués au total sur 4 saisons dans le baseball majeur, Trevor Crowe compte 196 coups sûrs, dont 4 circuits, 68 points produits, 94 points marqués et 35 buts volés en 43 tentatives. Sa moyenne au bâton en carrière se chiffre à ,240.

## Statistiques
| Saison | Équipe    | G   | AB  | R  | H   | 2B | 3B | HR | RBI | SB | BA    |
| ------ | --------- | --- | --- | -- | --- | -- | -- | -- | --- | -- | ----- |
| 2009   | Cleveland | 68  | 183 | 22 | 43  | 9  | 3  | 1  | 17  | 6  | 0,235 |
| 2010   | Cleveland | 122 | 442 | 48 | 111 | 24 | 3  | 2  | 36  | 20 | 0,251 |
| Totaux | Totaux    | 190 | 625 | 70 | 154 | 33 | 6  | 3  | 53  | 26 | 0,246 |

Note : G = Matches joués ; AB = Passages au bâton; R = Points ; H = Coups sûrs ; 2B = Doubles ; 3B = Triples ; 
HR = Coup de circuit ; RBI = Points produits ; SB = Buts volés ; BA = Moyenne au bâton.